# Création et internet
La mission Création et internet, initialement envisagée par Christine Albanel, ministre de la culture, a été confiée par son successeur Frédéric Mitterrand en septembre 2009 à Patrick Zelnik, producteur de musique, Jacques Toubon, ancien ministre de la Culture, et Guillaume Cerutti, PDG de Sotheby's France et ancien haut fonctionnaire.

## Histoire
La mission faisait suite à la création, par la loi Création et Internet, de la Haute Autorité pour la diffusion des œuvres et la protection des droits sur internet (Hadopi), chargée d'une mission de détection et de répression de l'accès illicite à des œuvres en ligne. Son objet était d'élaborer des propositions pour que, avec la mise en place d'Hadopi, les industries créatives développent une offre légale attractive et de qualité à l'attention des internautes, considérée comme une alternative indispensable au piratage.
Le rapport « Création et internet » a été remis au mois de janvier 2010. Parmi ses propositions figuraient notamment l'extension de la loi imposant le prix unique du livre aux livres numériques ainsi que la mise en place d'un régime de gestion collective pour les droits voisins exercés par les producteurs de phonogrammes pour la mise à disposition d'œuvres musicales via des services de musique en ligne.
La mission a été conduite avec l'appui de la direction générale des médias et des industries culturelles du ministère de la Culture et de deux rapporteurs (Nicolas Colin, inspecteur des finances, et Constance Rivière, auditrice au Conseil d'État).

## Suites
Les discussions ouvertes sur la mise en place d'un régime de gestion collective des droits voisins des producteurs de phonogrammes ont conduit à la mise en place d'une mission de médiation entre producteurs de phonogrammes, artistes-interprètes et éditeurs de services en ligne, confiée à Emmanuel Hoog, PDG de l'Institut national de l'audiovisuel puis de l'Agence France-Presse. Parmi les suites de cette mission figurent notamment l'adoption d'une charte de 13 engagements pour la musique en ligne et la création d'un syndicat des éditeurs de services de musique en ligne, auparavant inexistant.
La mission « Création et internet » est également à l'origine du vif débat sur la fiscalité des grandes entreprises du numérique établies à l'étranger. Inspirée d'une proposition du rapport, la formule « Taxe Google » a été lancée par Jacques Toubon lors de la conférence de presse de présentation, puis popularisée ensuite dans la presse et par plusieurs propositions de loi, notamment à l'initiative de Philippe Marini, sénateur de l'Oise.